# Andre Gassner (Politiker)
Andre Gassner (* 14. November 1883 in Feldkirch; † 15. Februar 1959 in Bludenz) war ein österreichischer Politiker und Fabrikant. Er war von 1934 bis 1938 Abgeordneter zum Vorarlberger Landtag. 

## Ausbildung und Beruf
Gassner besuchte die Volksschule in Feldkirch und absolvierte danach das Staatsgymnasium in Feldkirch. Er legte 1903 die Matura ab und diente danach von 1903 bis 1904 seinen Militärdienst als Einjährig-Freiwilliger beim Dragonerregiment Kaiser Ferdinand Nr. 4 ab. Er wurde per 1. Jänner 1905 zum Leutnant der Reserve ernannt und besuchte danach von 1904 bis 1905 die Handelsakademie in Graz. Zudem studierte er zwischen 1905 und 1907 am staatlichen Technikum für Textilindustrie in Reutlingen.
Seine berufliche Tätigkeit begann Gassner zwischen 1908 und 1909 mit einer technischen und kaufmännischen Praxis bei der Firma Getzner, Mutter u. Cie in Feldkirch und Bludenz. Er war dort danach von 1910 bis 1913 als technischer Betriebsleiter der Weberei und des Veredelungsbetriebes in Bludenz eingesetzt und war ab 1911 zudem persönlich haftender Gesellschafter. Nachdem er zwischen 1914 und 1918 als Rittmeister im Ersten Weltkrieg gedient hatte, kehrte er in den Dienst seines bisherigen Arbeitgebers zurück. 1927 wurde er Vorsitzender des Geschäftsführungskomitees der Firma Getzner, Mutter u. Cie.

## Politik und Funktionen
Gassner war lokalpolitisch von 1924 bis 1934 als Mitglied der Stadtvertretung von Bludenz aktiv und wurde 1934 als Standesvertreter des Berufsstandes Industrie und Bergbau vom Vorarlberger Landeshauptmann zum Mitglied des Ständischen Landtags berufen. Er gehörte in der Folge vom 14. November 1934 bis zum Anschluss Österreichs am 12. März 1938 dem Landtag an. Des Weiteren war er Mitglied der Landesleitung der Vaterländischen Front in Vorarlberg und von 1935 bis 1938 Vertreter der Industrie und Bergbau im Beirat des Landesleiters.
Neben seinem politischen Engagement war Gassner Mitglied verschiedener Aufsichtsräte. So wirkte er als Vorsitzender des Aufsichtsrates der Bierbrauerei Fohrenburg, F. Gassner u. Comp., war Mitglied der Aufsichtsräte der Bank für Tirol und Vorarlberg sowie der Zementwerke Lorüns AG. Des Weiteren wirkte er als Stellvertretender Vorsitzender der Baumwollspinnerei und Weberei Lampertmühle in Lampertsmühle, als Aufsichtsratsvorsitzender der Firma Meeh. Buntweberei Brennet in Brennet und als Mitglied des Komitees der Baumwollspinnerei und Weberei Neumarktl Ed. Glanzmann u. And. Gassner in Trzie. 
Er engagierte sich des Weiteren als ordentliches Mitglied der Kammer für Handel, Gewerbe und Industrie in Feldkirch, war Vizepräsident der Handelskammer Feldkirch und Obmann der Landesgruppe der Vereinigung österreichischer Industrieller. Zudem wirkte er als Mitglied des Landeswirtschaftsrates Vorarlberg, war Obmann der Alpenvereinssektion Bludenz und Präsident der Pfadfinderbewegung.

## Privates
Andre Gassner wurde als Sohn des Fabrikanten Richard Gassner (1841–1909) und dessen in Nenzing geborenen Gattin Maria Katharina Getzner geboren. Er heiratete am 5. April 1913 in Stuttgart die aus Stuttgart stammende Ida Denk (1891–1975), wobei der Ehe keine Kinder entsprangen. 

## Auszeichnungen
- Ernennung zum Kommerzialrat (1934)
- Ehrenbürger der Stadt Bludenz (1953)
- Ehrenzeichen der Pfadfinder
- Silberner Steinbock (Auszeichnung der Pfadfinder der Bundesrepublik Deutschland, 1955)